# Snaefell Mountain Course
| Meilen | Streckenabschnitt       |
| ------ | ----------------------- |
| 0      | TT Grandstand           |
|        | St. Ninian’s Crossroads |
|        | Bray Hill               |
| 1      | Quarterbridge Road      |
|        | Quarterbridge           |
|        | Braddan Bridge          |
| 2      | 2nd Milestone           |
| 3      | Union Mills             |
|        | Ballahutchin Hill       |
|        | Glenlough               |
|        | Ballagarey Corner       |
|        | Glen Vine               |
| 4      | Crosby Cross-Roads      |
| 5      |                         |
|        | Highlander              |
|        | Greeba Castle           |
| 6      |                         |
|        | Appledene               |
|        | Greeba Bridge           |
| 7      |                         |
|        | Gorse Lea               |
|        | Ballagarraghyn          |
|        | Ballacraine             |
|        | Ballaspur               |
| 8      |                         |
|        | Ballig                  |
|        | Doran’s Bend            |
| 9      |                         |
|        | Laurel Bank             |
|        | Black Dub               |
|        | Glen Helen              |
|        | Sarah’s Cottage         |
| 10     |                         |
|        | Creg Willey’s Hill      |
|        | Lambfell Cottage        |
|        | Cronk-y-Voddy           |
| 11     | 11th Milestone          |
|        | Handley’s Corner        |
| 12     |                         |
|        | Barregarrow             |
| 13     | 13th Milestone          |
|        | Cronk Urleigh           |
|        | Westwood Corner         |
| 14     | Douglas Road Corner     |
| 15     |                         |
|        | Rhencullen              |
|        | Birkin’s Bend           |
| 16     |                         |
|        | Bishopscourt            |
|        | Orrisdale North         |
|        | Dub Cottage             |
|        | Alpine Cottage          |
|        | Ballade                 |
| 17     |                         |
|        | Ballaugh Bridge         |
|        | Ballacrye Corner        |
| 18     |                         |
| 19     | Quarry Bends            |
|        | Sulby Crossroads        |
|        | Sulby Bridge            |
|        | Ginger Hall             |
| 21     | Kerrowmoar              |
|        | Glen Duff               |
|        | Glentramman             |
|        | Churchtown              |
|        | Lezayre War Memorial    |
|        | Sky Hill                |
|        | Milntown Cottage        |
|        | Gardener’s Lane         |
|        | School House Corner     |
|        | Parliament Square       |
|        | Cruickshanks Corner     |
| 24     | Whitegates              |
|        | Stella Maris            |
|        | Ramsey Hairpin          |
|        | Water Works Corner      |
| 25     | Tower Bends             |
|        | Gooseneck               |
| 26     | Joey’s                  |
|        | Guthrie’s Memorial      |
| 27     |                         |
| 28     | Mountain Mile           |
|        | East Mountain Gate      |
|        | Mountain Box            |
|        | Casey’s                 |
| 29     |                         |
|        | Stonebreakers Hut       |
|        | Verandah                |
| 30     |                         |
|        | Bungalow Bridge         |
| 31     | Bungalow                |
|        | Hailwood’s Rise         |
|        | Hailwood’s Height       |
|        | Brandywell              |
| 32     | Duke’s                  |
|        | Windy Corner            |
| 33     | 33rd Milestone          |
|        | Clark’s Corner          |
|        | Keppel Gate             |
| 34     | Kate’s Cottage          |
|        | Creg-ny-Baa             |
| 35     | Gob-ny-Geay             |
|        | Brandish Corner         |
| 36     | Hillberry Corner        |
|        | Cronk-ny-Mona           |
|        | Signpost Corner         |
| 37     |                         |
|        | Bedstead Corner         |
|        | The Nook                |
|        | Governor’s Bridge       |

Der Snaefell Mountain Course oder Mountain Course ist eine Motorsport-Rennstrecke auf der Isle of Man. Namensgeber ist der Snaefell, der mit 621 Metern über dem Meeresspiegel höchste Berg der Insel, den die Strecke auch passiert.
Die Rennstrecke wird heute ausschließlich für Motorrad-Rennen genutzt und ist die älteste noch befahrene Motorrad-Rennstrecke der Welt. Sie besteht aus öffentlichen Straßen, die nach einem Gesetz des Tynwald für den Rennbetrieb gesperrt werden. Der Mountain Course beherbergt zwei Rennen, die Isle of Man TT, die seit 1911 dort veranstaltet wird, und den Manx Grand Prix, der seit 1923 stattfindet.
Der Snaefell Mountain Course hat eine Länge von 37,733 mi (60,725 km). Als Start-Ziel-Gerade dient die Glencrutchery Road (A2) in Douglas, der Hauptstadt der Isle of Man. Im weiteren Verlauf führt die Strecke über die A1 von Douglas nach Nordwesten bis St. John’s, danach in nordöstlicher Richtung über die A3 über Sulby nach Ramsey und schließlich nach Süden zurück über die A18 nach Douglas.
Der mit 422 Metern höchste Punkt der Strecke befindet sich auf der A18 an der Passage des Snaefell, kurz vor Brandywell und trägt den Namen Hailwood’s Height, benannt nach dem 14-fachen TT-Sieger Mike Hailwood.

## Streckenführung

### Kurvennamen
Der Snaefell Mountain Course besitzt über 200 Kurven, von denen etwa 60 eigene Namen tragen.
Die erste Kurve, die nach einem Rennfahrer benannt wurde, war 1920 die Edges Corner auf der A21 zwischen Cronk-ny-Mona und der A22 Ballanard Road in Douglas, die zwischen 1911 und 1922 durchfahren wurde.
Die Brandish Corner wurde nach Walter Brandish benannt, der 1923 im Training bei einem Überholversuch in der Upper Hilberry Corner zwischen Creg-ny-Baa und Hillberry stürzte und sich dabei ein Bein brach.
Während des Trainings zur Isle of Man TT 1927 verunglückte Archie Birkin tödlich. Er prallte auf der A3 in Rhencullen beim Versuch, einem Lieferwagen auszuweichen, gegen eine Mauer, die daraufhin Birkin’s Bend getauft wurde. Erst ab 1928 wurden die Trainingsläufe für die TT und den Manx Grand Prix auf gesperrten Straßen abgehalten.
Handley’s Corner liegt zwischen dem 11. und dem 12. Meilenstein. Ihren Namen erhielt sie, nachdem der vierfache TT-Sieger Wal Handley in der ersten Runde des 1932er Senior-TT-Rennens auf seiner Rudge dort gestürzt war und sich dabei schwere Wirbelverletzungen zugezogen hatte.
Im Jahr 1939 wurde ein steinernes Denkmal für den 1937 auf dem Sachsenring tödlich verunglückten sechsfachen TT-Sieger und vierfachen Europameister Jimmie Guthrie bei The Cutting errichtet. Jener Stelle, an der Guthrie bei seinem letzten TT-Rennen ausgeschieden war. Die folgende S-Kurve wird seither Guthrie’s Memorial genannt.
Drinkwater’s Bend erhielt seinen Namen durch Ben Drinkwater, der beim Junior-TT-Rennen 1949 an dieser Stelle tödlich verunglückte.
Kate’s Cottage war anfangs als Tate’s bekannt. Dieser Name wurde jedoch von einem BBC-Reporter falsch ausgesprochen und bürgerte sich als Kate’s ein.
Nach einem Unfall im Abendtraining der TT 1952 von William Doran zwischen Ballig Bridge und Laurel Bank wurde eine Kurve auf Doran’s Bend getauft.
Im Jahr 1955 wurde an der A18 Mountain Road zwischen dem 30. und dem 31. Meilenstein ein steinernes Schutzhäuschen zu Ehren des ersten 500-cm³-Weltmeisters der Geschichte, Leslie Graham, der im Senior-Rennen 1953 tödlich verunglückt war, errichtet. Der dortige Streckenabschnitt trägt seither den Namen Les Graham Memorial, wird aber oft Bungalow Bridge oder auch Shepherds Hut genannt.
2002 erhielt eine Rechtskurve am 26. Meilenstein den Namen Joey’s, benannt nach dem 26-fachen TT-Sieger Joey Dunlop, der 2000 in Estland tödlich verunglückt war. Im folgenden Jahr wurde der Teil um den 32. Meilenstein nach dem sechsfachen Weltmeister Geoff Duke Duke’s getauft.

## Geschichte

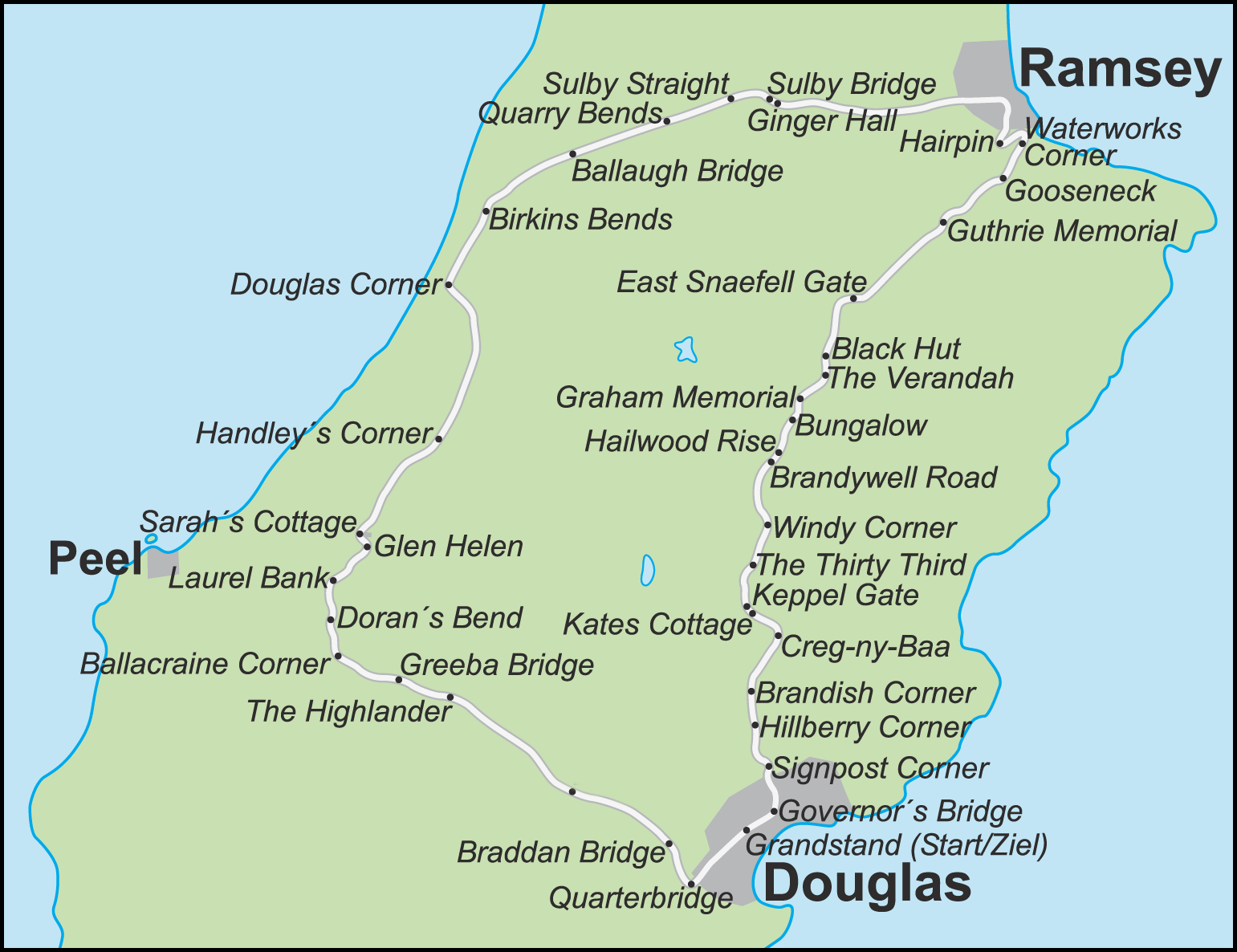
Snaefell Mountain Course

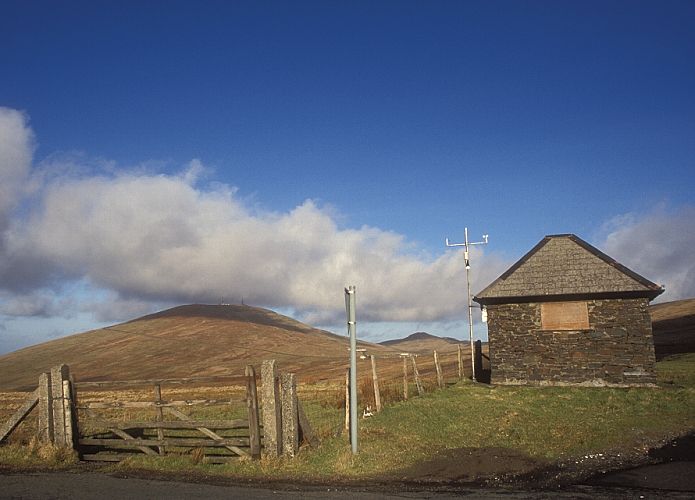
Blick auf die Brandywell-Streckenposten-Schutzhütte und -Wetterstation an der A18 Mountain Road / B10 Sartfield Road. Im Hintergrund der Snaefell sowie der North Barrule

### Entstehung
Die erste Motorsport-Veranstaltung auf der Isle of Man waren die Gordon Bennett Car Trials, die erstmals 1904 veranstaltet wurden und Automobilen vorbehalten waren. Nachdem das Parlament des Vereinigten Königreichs durch den Motor Car Act 1903 ein Tempolimit von 20 mph (32 km/h) über den gesamten Automobilverkehr in Großbritannien verhängt worden war, hatte sich der Sekretär des Automobile Car Club of Britain and Ireland mit der Bitte, Automobilrennen auf öffentlichen Straßen durchführen zu dürfen, an die Regierung der unabhängigen Isle of Man gewandt. Der Tynwald erlaubte daraufhin mit dem The Highways (Light Locomotives) Act 1904, auf dem 52,15 mi (83,93 km) langen Highroads Course 1904 den Gordon Bennett Car Trial durchzuführen.
1905 wurde im Rahmen der Gordon-Bennett-Car-Veranstaltung auch eine Prüfung für Motorräder veranstaltet. Da es damals den Motorrädern technisch noch nicht möglich war, das steile Bergstück der A18 Snaefell Mountain Road zu befahren, waren die Organisatoren gezwungen, für die Motorrad-Piloten eine eigene Streckenführung zu finden, die aus einem 25 mi (40,2 km) langen Teilstück des Gordon-Bennett-Trial-Kurses bestand. Aus diesem Grund nutzte auch die erste Auflage der Isle of Man TT, die 1907 stattfand, den 15,84 mi (25,49 km) St. John’s Short Course.
Für die RAC Tourist Trophy, die ab 1906 als Nachfolger für die Gordon Bennett Car Trials ausgetragen wurde, wurde im ersten Jahr der Highroads Course auf etwas mehr als 40 mi (64,4 km) verkürzt. 1908 wurden die Peel- und die Sandygate-Kurve nicht mehr befahren, was die Strecke erneut verkürzte, diesmal auf 37,5 mi (60,4 km). Dieser Kurs wurde Four Inch Course genannt, da ab 1908 die Zylinder der Motoren der an der RAC Tourist Trophy teilnehmenden Rennwagen einen maximalen Durchmesser von 4 in (101,6 mm) besitzen durften.
Der Four Inch Course wurde vom Auto-Cycle Club ab 1911 für die Isle-of-Man-TT-Rennen übernommen und in den Folgejahren als Snaefell Mountain Course oder Mountain Course bekannt.

### Streckenänderungen 1920–1939
Für die Isle-of-Man-TT-Rennen des Jahres 1920, den ersten nach dem Ersten Weltkrieg, wurden einige Veränderungen am Mountain Course vorgenommen, die die Streckenlänge von 37,50 mi (60,35 km) auf 37,75 mi (60,75 km) erhöhten. So bogen die Fahrer nun bei Cronk-ny-Mona nach links ab und folgten der A18 Mountain Road bis zur Governor’s Bridge. Auf der Glencrutchery Road wurde eine neue Start-Ziel-Gerade geschaffen.
Im Jahr 1923 folgten mit der Verlegung der Piste auf eine Privatstraße zwischen dem Parliament Square und May Hill in Ramsey weitere Änderungen, die die Streckenlänge auf 37,739 mi (60,735 km) verringerten. Bis 1926 wurde die Strecke umfangreich verbessert, so wurde beispielsweise die Mountain Section komplett asphaltiert.
Für die 1934er Rennen wurde das East Snaefell Mountain sheep-gate entfernt. Kurze Zeit später wurde auch eine buckelige Brücke in Ballig entfernt. Vor der Auflage von 1935 wurde die Strecke in den Abschnitten Highlander, Laurel Bank und Glen Helen verbreitert. Bei Brandywell wurde das Beinn-y-Phott sheep-gate entfernt.
1938 wurde die Rennstrecke am 26th Milestone, an der Greeba Bridge und auf der Sulby Straight ausgebaut. Für die 1939er Auflage wurde die Piste an der Water Works Corner sowie zwischen dem Gooseneck und dem 26th Milestone erweitert. Bei The Cutting wurde zu Ehren von Jimmie Guthrie für £ 1500 das Guthrie Memorial errichtet.
Im Jahr 1938 wurde außerdem die offizielle Streckenlänge auf 37,733 mi (60,725 km) korrigiert, die bis heute gilt.

### Streckenänderungen 1947–1999
Im Vorfeld der 1947er Isle of Man TT, der ersten nach dem Ende des Zweiten Weltkriegs, fanden Erweiterungsarbeiten am 33rd Milestone statt, die die Sicherheit der Fahrer in diesem Streckenabschnitt verbesserten. Weitere Arbeiten fanden 1953 statt. Bei Bedstead Corner und Gorse Lea wurde die Strecke verbreitert, bei Signpost Corner und Cronk-ny-Mona wurde die Fahrbahn erhöht. Im Winter 1953/54 wurden am Mountain Course Arbeiten durchgeführt, welche die Befahrbarkeit des Clypse Course verbessern sollten. So wurde die Fahrbahn der A18 Mountain Road bei Creg-ny-Baa, Signpost Corner, Cronk-ny-Mona und in der Anfahrt auf Governor’s Bridge verbreitert.
Vor der TT des Jahres 1954 wurde die Anfahrt auf Quarterbridge verbreitert sowie neu profiliert und die Sprünge bei Highlander und Ballagarraghyn Cottages entfernt. Außerdem wurde die Fahrbahn bei Appledene, Handley’s Corner, Barregarrow, Rhencullen, Ballaugh Bridge, Ginger Hall und Kerrowmoar erweitert.
Im Winter 1957/58 wurde das Hotel am Bahnübergang bei Bungalow abgerissen.
In den 1960er-Jahren wurden weitere Straßenerweiterungen bei Ballig und bei Greeba Bridge auf der A1 durchgeführt. 1963 wurde die Straßenkreuzung bei Quarterbridge mit einem Kreisverkehr versehen. Im Winter 1970/71 wurde die Strecke auf der A18 Mountain Road bei Verandah verbreitert. 1975/76 wurde die Strecke in Snugbrough in Höhe des 2nd Milestone erweitert. 1986 wurde die Straßenkreuzung bei Quarterbridge erneut umgebaut. Eine Verkehrsinsel und einige Bäume wurden entfernt und der Kreisverkehr durch zwei Kreisverkehre ersetzt.
Im Winter 1987 wurde die Piste bei Quarry Bends verbreitert und neu profiliert. In den Wintermonaten 1991/92 wurde die Fahrbahn der A18 Mountain Road zwischen dem 26th Milestone und Mountain Box sowie zwischen Windy Corner und Keppel Gate erneuert.

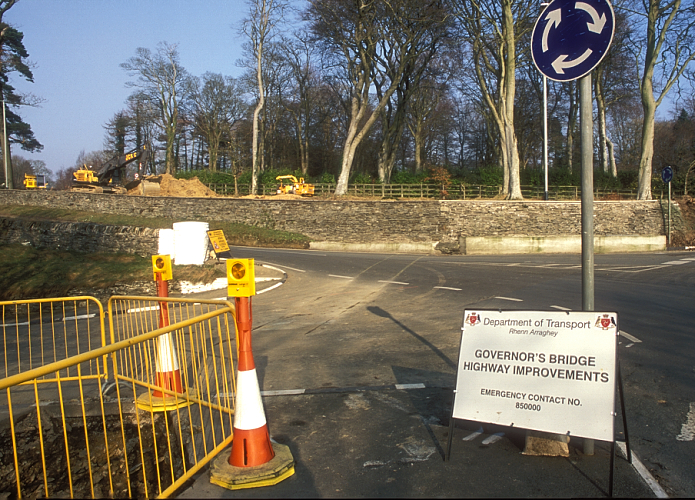
Bauarbeiten bei Governor’s Bridge im Jahr 2008

### Streckenänderungen seit 2000
Von 2003 bis 2006 wurde die A3 zwischen Barregarrow und Cronk-y-Voddy, inklusive Handley’s Corner und dem 11th Milestone instand gesetzt. Im Jahr 2004 beseitigte man eine Böschung auf der Westseite der A18 Mountain Road bei Guthrie’s Memorial. Im Winter 2004/05 wurde die Strecke bei Windy Corner verbreitert, im folgenden Winter folgte die Verbreiterung bei Brandish Corner.
Im Oktober 2007 startete das Isle of Man Department of Transport Erweiterungsarbeiten bei Braddan Bridge. Außerdem wurde bekanntgegeben, dass eine neue Verbindungs- und Versorgungsstraße zwischen Signpost Corner und Governor’s Bridge gebaut werden sollte, die die bestehende A18 Bemahague Road beinhaltet. Die Arbeiten dafür wurden im Februar 2008 begonnen und im Spätsommer abgeschlossen.
Im Juli 2008 gab das Isle of Man Department of Transport bekannt, vier Millionen Pfund in den Umbau der Quarterbridge-Kreuzung investieren zu wollen. Diese Arbeiten sollten den Bau eines neuen Kreisverkehrs sowie den Abriss des Quarterbridge Hotel beinhalten.
Im August 2009 wurde zum Manx Grand Prix ein Grasbankett an der Südseite des Keppel Gate entfernt und durch eine Auslaufzone ersetzt. An dieser Stelle waren bei der TT desselben Jahres Cameron Donald und ein Streckenposten verletzt worden.

## Offizielle Rundenrekorde
Der offizielle Rundenrekord des Snaefell Mountain Course liegt bei 16 Minuten und 36,115 Sekunden, was einer Durchschnittsgeschwindigkeit von 136,358 mph (219,447 km/h) entspricht, und wurde im Jahr 2023 von Peter Hickman auf einer BMW während des Superstock-Rennens-2 aufgestellt.
Der Rennrekord stammt ebenfalls aus dem Superstock-Rennens-2 von 2023, das über vier Runden mit einer Distanz von 150,932 mi (242,902 km) ausgetragen wurde. Der Sieger Peter Hickman benötigte 50 Minuten und 48,301 Sekunden, was einer Durchschnittsgeschwindigkeit von 133,676 mph (215,131 km/h) entspricht.
Der absolute Rundenrekord für Gespanne im Rahmen der Sidecar TT liegt bei 18 Minuten und 59,018 Sekunden, was einer Durchschnittsgeschwindigkeit von 118,281 mph (190,355 km/h) entspricht und wurde von Ben Birchall und dessen Beifahrer und Bruder Tom Birchall im Jahr 2018 aufgestellt. Der Rennrekord für Seitenwagen liegt bei einer Durchschnittsgeschwindigkeit von 116,259 mph (187,101 km/h) und wurde im zweiten Gespann-Rennen 2015 über drei Runden und einer Distanz von 113,199 mi (182,176 km) in 58 Minuten und 24,971 Sekunden ebenfalls von den Brüdern Birchall aufgestellt.
Im Training zur Isle of Man TT 2006 stellte der Neuseeländer Bruce Anstey einen inoffiziellen Rekord für die größte je erreichte Höchstgeschwindigkeit auf. Er wurde mit seiner Suzuki GSX-R 1000 am Ende der Sulby straight mit 206 mph (332 km/h) gemessen. Da diese Geschwindigkeit jedoch nur mit dem Datarecording-System der Maschine gemessen wurde, wird sie offiziell nicht anerkannt.

## Radrennen
Auf dem Snaefell Mountain Course wurden neben Motorsport- auch Radrennen ausgetragen. Am 18. Juni 1936 fand auf der Strecke mit der Manx Trophy das erste Massenstartrennen statt, das von Charles Holland vom Midland Cycle and Athletics Club in 1 Stunde, 42 Minuten und 57 Sekunden gewonnen wurde.

## Galerie

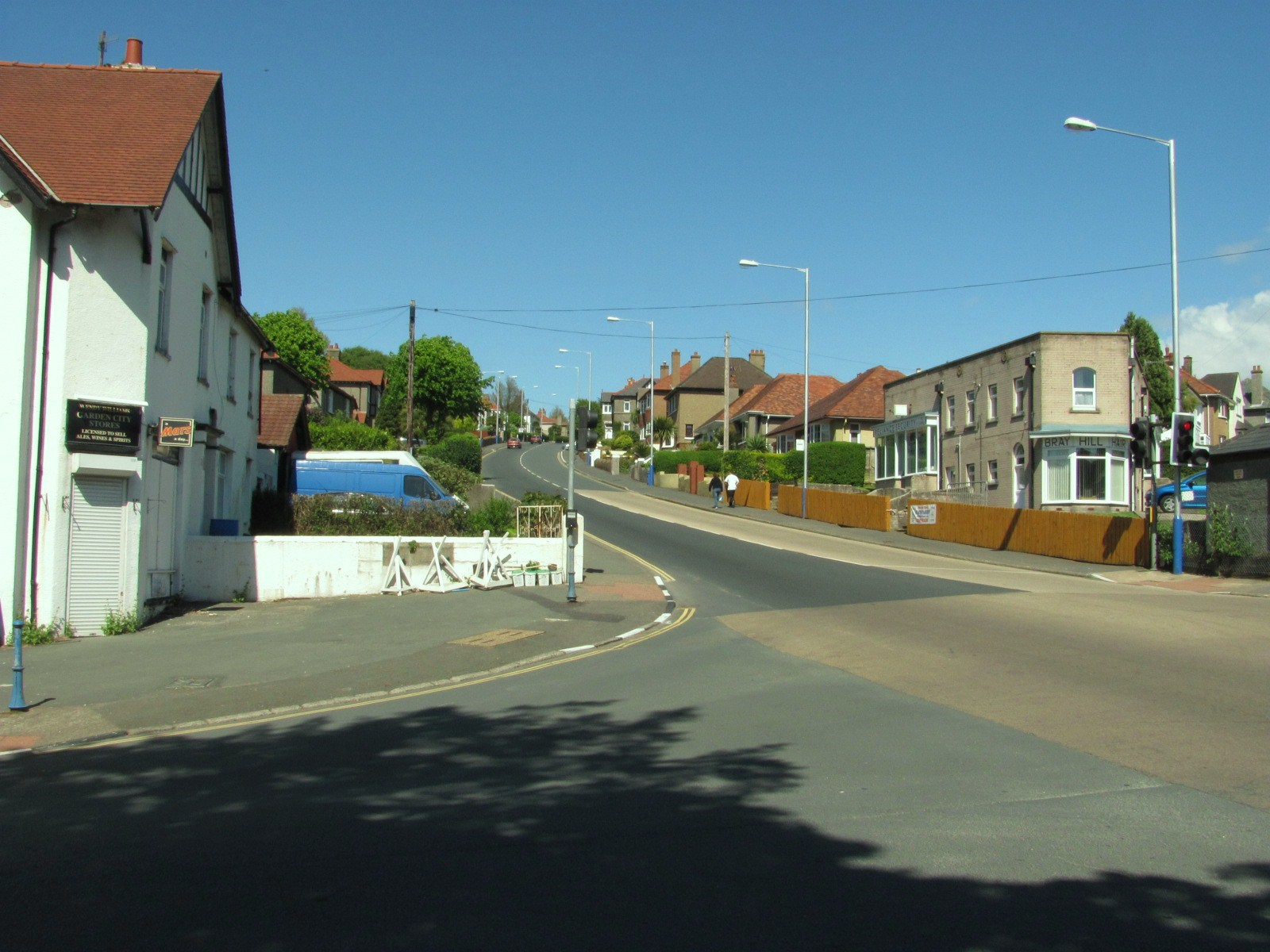
Bray Hill
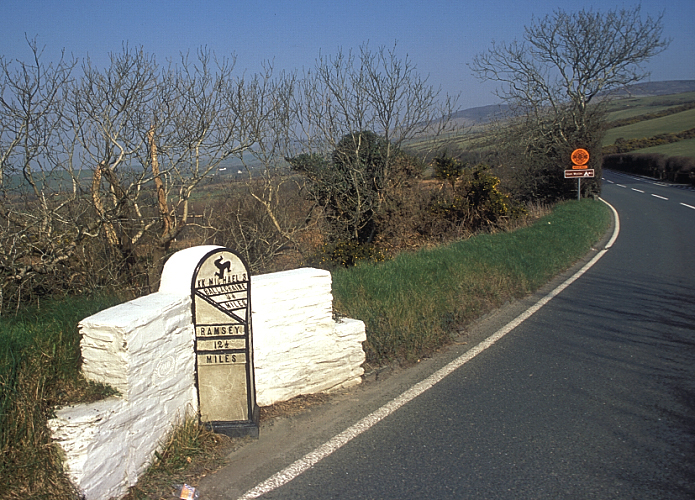
11th Milestone
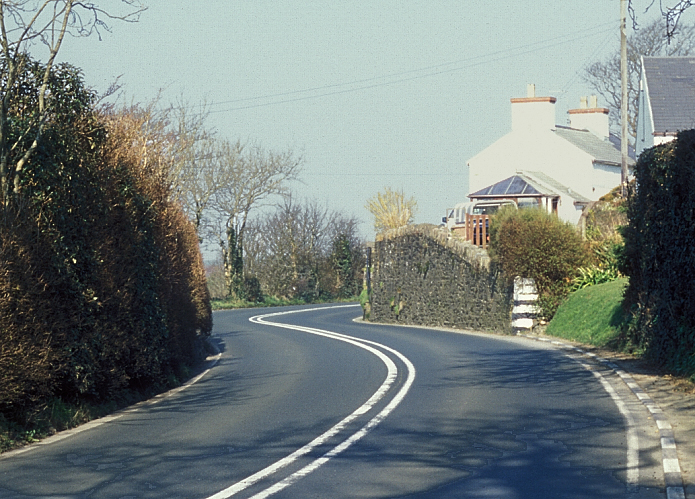
Handley’s Corner
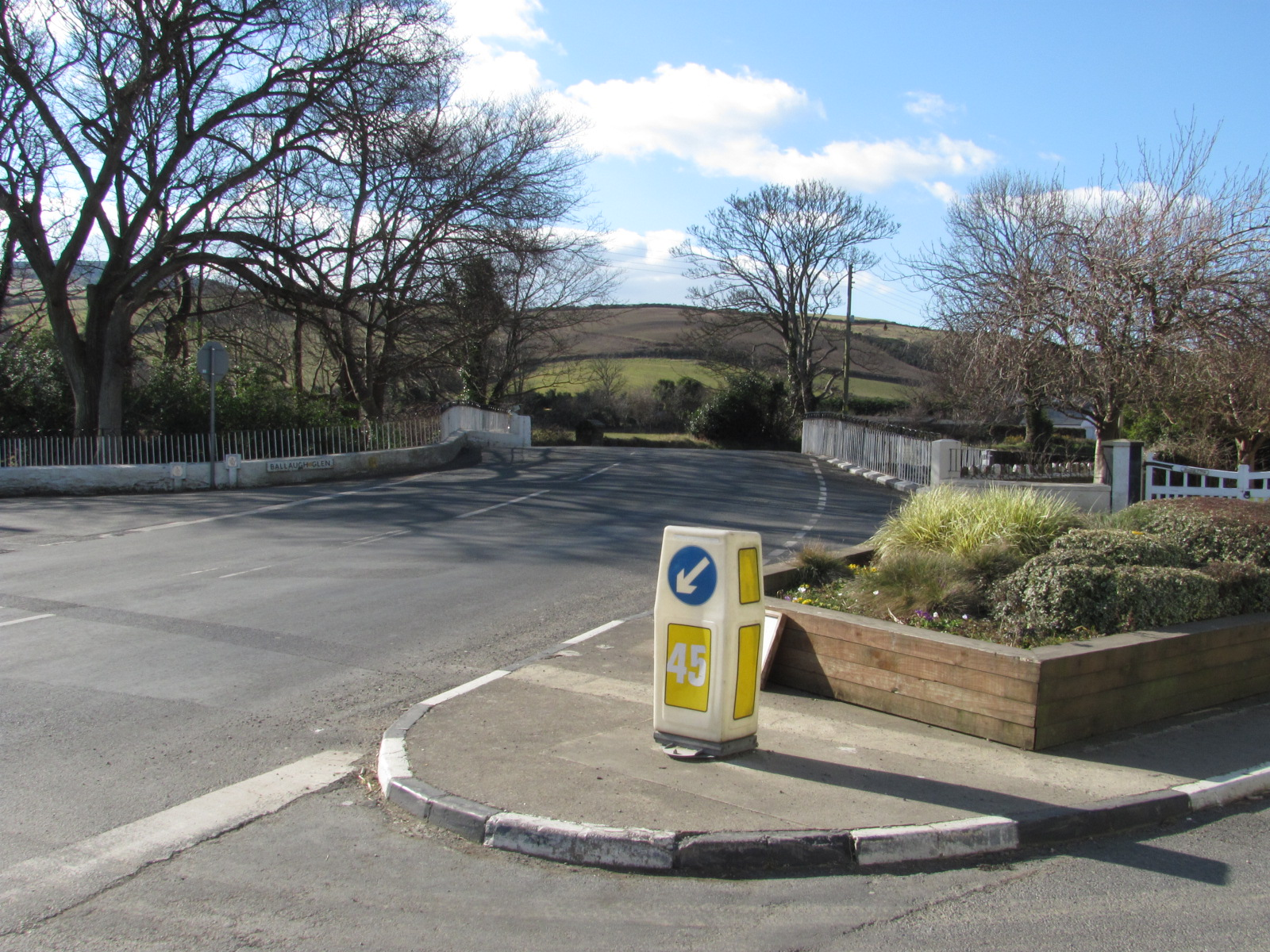
Ballaugh Bridge
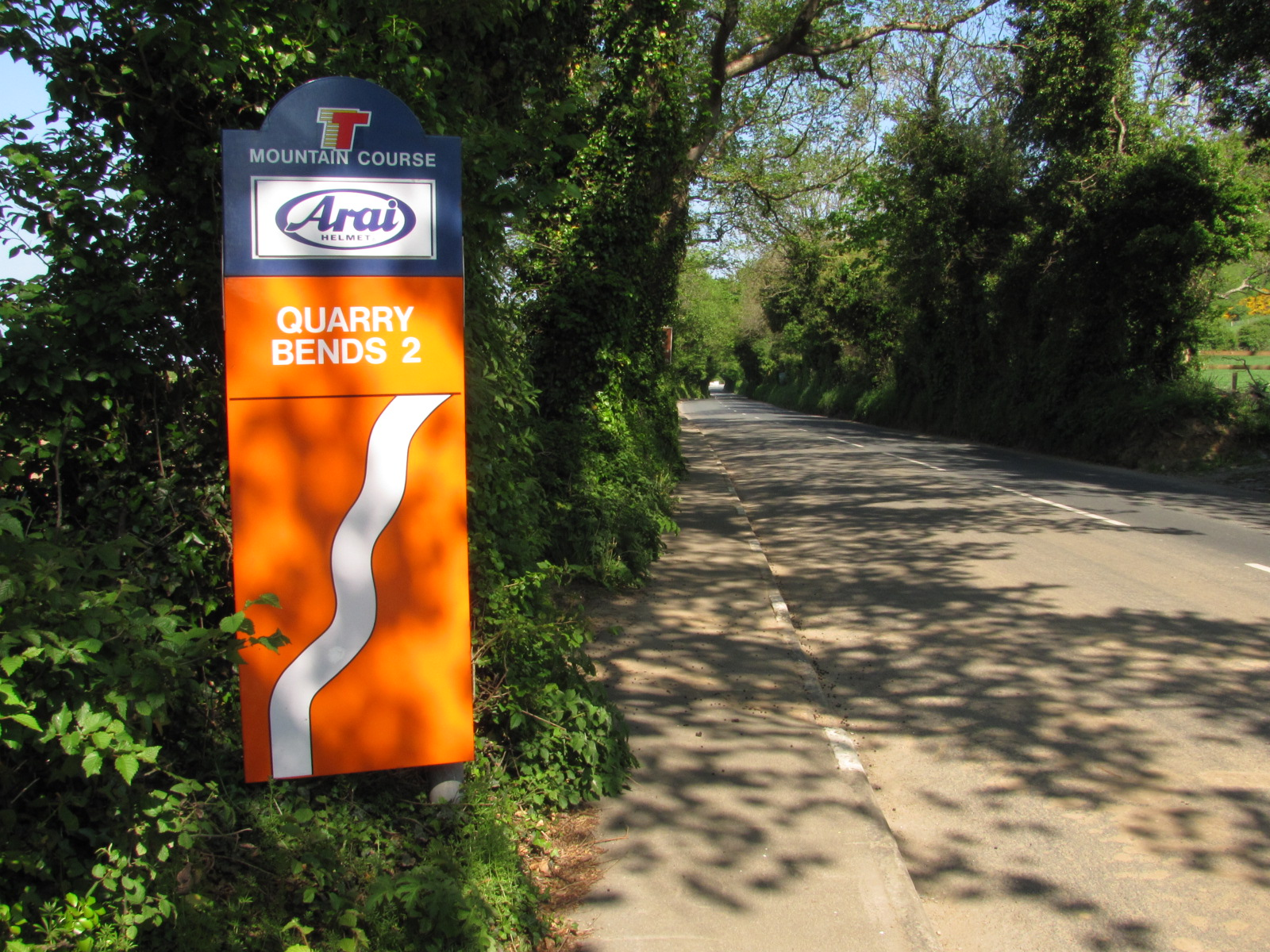
Quarry Bends
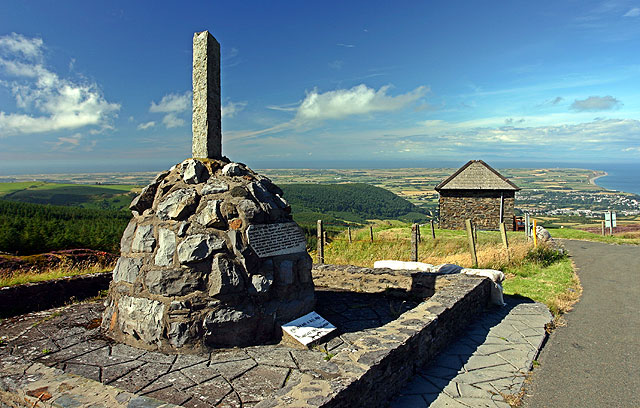
Guthrie’s Memorial
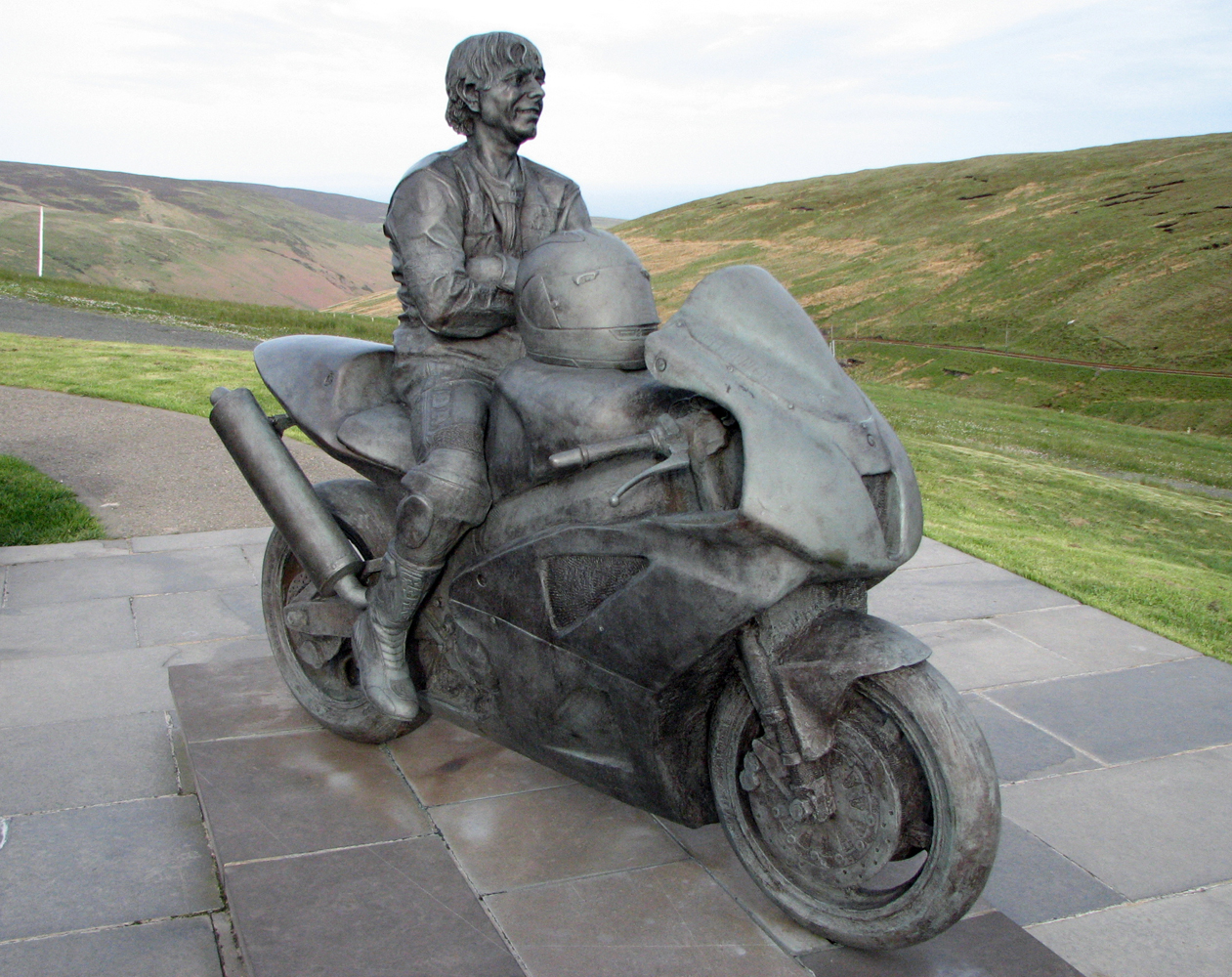
Dunlop-Memorial bei Bungalow Bridge
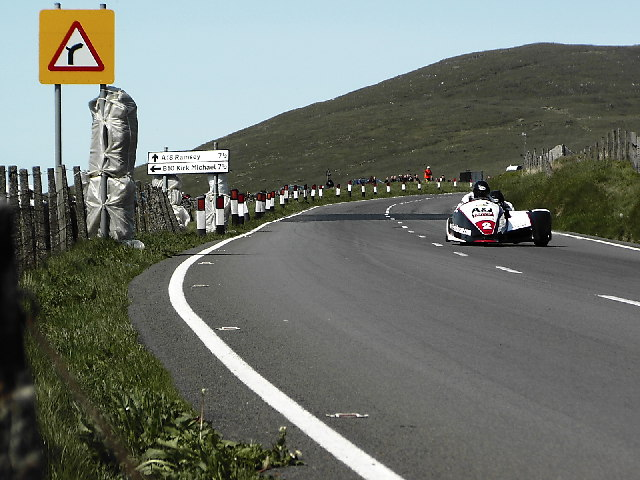
Brandywell
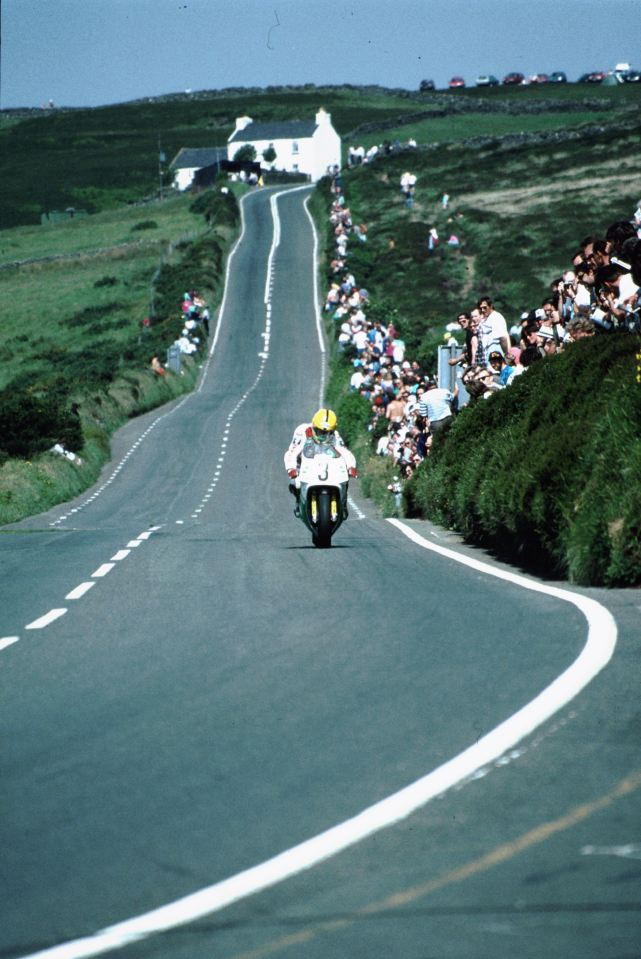
Kate’s Cottage
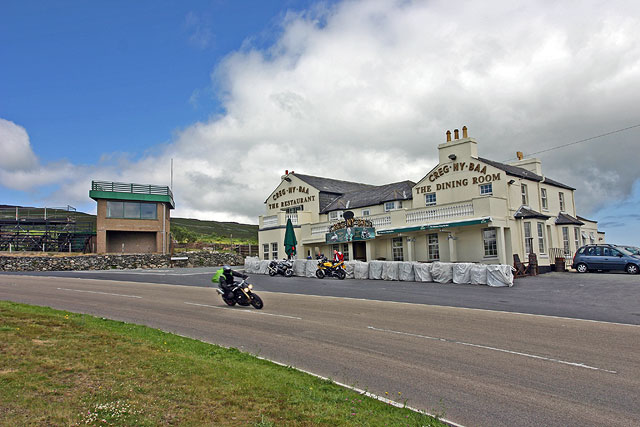
Creg-ny-Baa
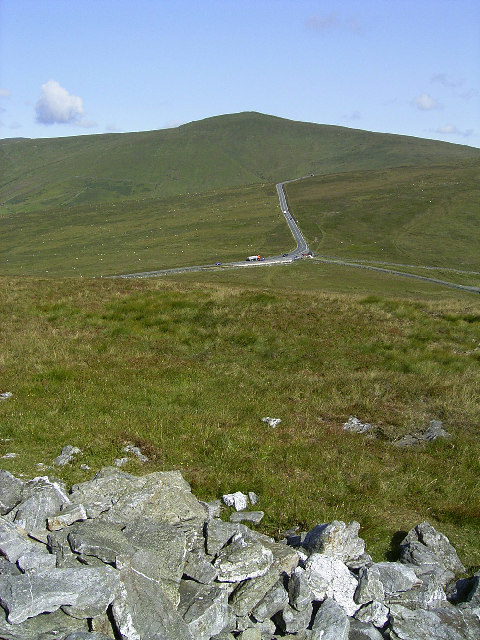
Windy Corner
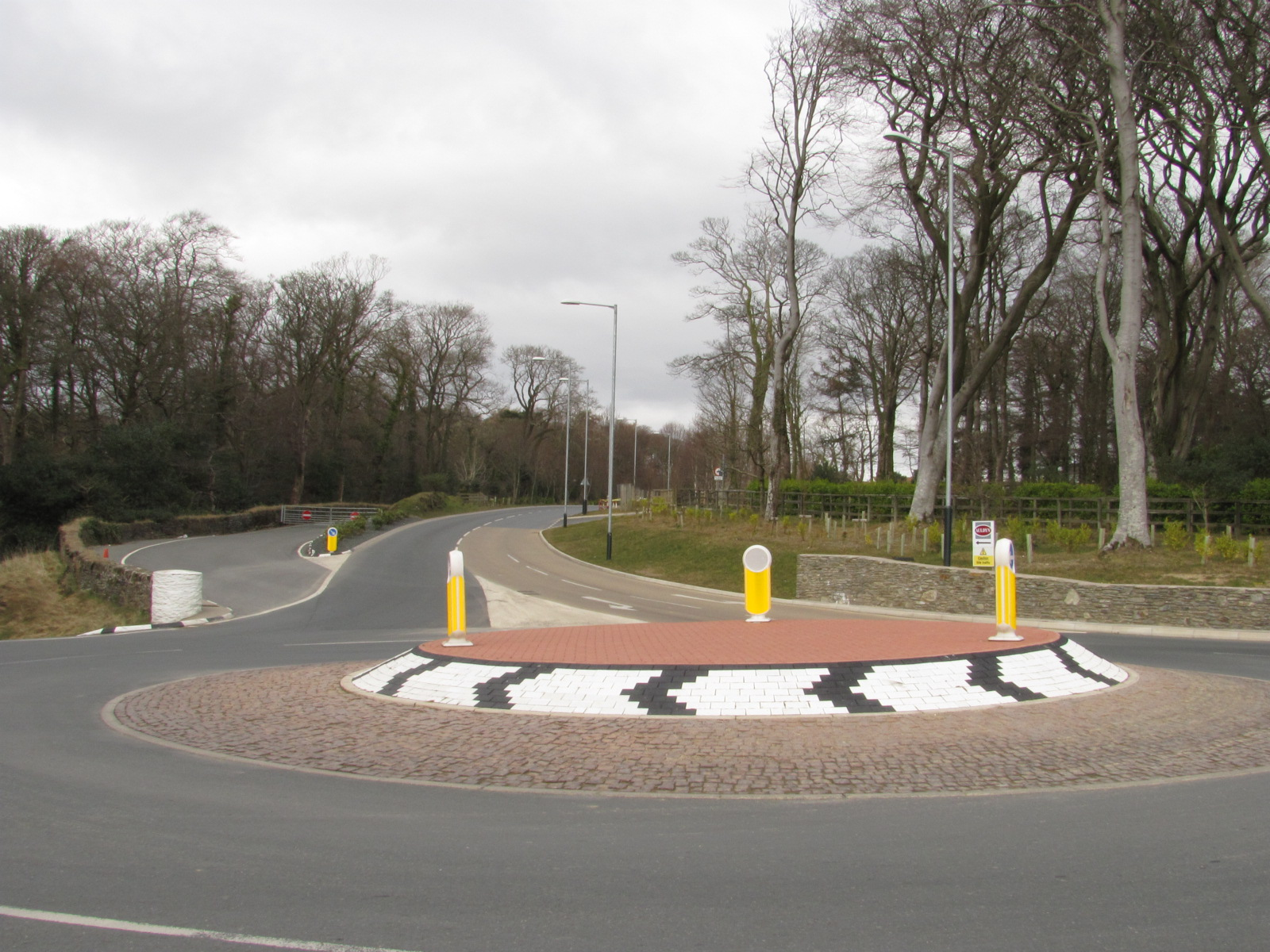
Governor’s Bridge